# Конгрив, Ричард
Ричард Конгрив (англ. Richard Congreve; 1818—1899) — aнглийский философ, ставший одной из наиболее заметных фигур XIX века в специальной религиозной интерпретации философских трудов Огюста Конта с позиций позитивизма.

## Биография
Ричард Конгрив родился 4 сентября 1818 года.
После занятий у Томаса Арнольда (англ. Томаса Арнольда), в 1840 году Р. Конгрив получил должность профессора в Оксфордском университете.
Являясь убеждённым сторонником теорий высказанных Огюстом Контом, с которым Ричард Конгрив поддерживал личные отношения, вслед за преемником Конта Пьером Лаффитом, возглавившем Церковь Человечества (англ. Church of Humanity) в Париже и американским журналистом Дэвидом Гудманом Кроули (англ. David Goodman Croly, 1829—1889) учредившим Церковь Человечества в Нью-Йорке, Ричард Конгрив в 1878 году основал и возглавил Церковь Человечества в Англии. Во многом его решению создать отдельное течение способствовало нежелание признать власть преемника Конта — Лаффита, и немало учёных мужей также нашли кандидатуру Конгрива более достойной (в частности Фредерик Харрисон (англ. Frederic Harrison) и Эдвард Спенсер Бисли (англ. Edward Spencer Beesly)). Три года спустя, стараниями Мигеля Лемуша (порт. Miguel Lemos, 1854—1917), филиал Церкви Человечества появится и в Бразилии (последняя со временем станет самой многочисленной и влиятельной). Все перечисленные организации не только разделили философские воззрения О. Конта, но и стали активно исповедовать его религию позитивизма.
Помимо издания «Политики» Аристотеля (Лондон, 1855, 2-е издание, 1874), перу учёного принадлежит «The Roman empire of the West» (1855) — тенденциозный труд, написанный с целью возвеличения благожелательного деспотизма; «Catechism of positive religion» (1856), «Elizabeth of England» (1862), «Essays political, social and religions» (1874), a также ряд политических брошюр, среди которых, в частности: «Italy and the Western Powers» и «Gibraltar».
На русский язык была переведена статья Конгрива: «Позитивизм и современная наука, О. Конт и Гексли» («Космос», 1869, второе полугодие, № 4).
Ричард Конгрив скончался 5 июля 1899 года в Камдене.
Среди его учеников был, в частности, Фредерик Гаррисон.